# Georg Irrgang
Georg Bernhard Irrgang (* 31. März 1860 in Kleinnaundorf; † 1939) war ein deutscher Journalist und Schriftsteller. 

## Leben
Georg Irrgang wurde 1860 in Kleinnaundorf bei Dresden als Sohn des königlichen Hofkapellmeisters Friedrich Bernhard Irrgang und dessen Frau Emilie geboren. Er wuchs in Dresden auf und besuchte dort das Annengymnasium. Am Polytechnikum begann er Philosophie und Literatur zu studieren und schloss sein Studium an der Universität Leipzig ab. Irrgang wurde selbst schriftstellerisch tätig und begann 1886 mit der Veröffentlichung dramatischer Werke. 
Im Jahre 1889 wurde Irrgang Redakteur des Dresdner Anzeiger und wurde dort mit der Leitung des Lokalteils betraut. Er schrieb zudem als Kunstkritiker. Für Karl Grammann verfasste er Operntexte.
Georg Irrgang heiratete Natalie Helene Pfenigwerth († 1928) im Jahre 1898. Zwei Jahre später wurde der Sohn Heinz geboren.
Bei der Begründung des Reichsverbandes Deutscher Schriftsteller im Jahre 1933, wurde Irrgang Referent eines RDS-Fachbereichs.

## Schaffen
Irrgang arbeitete jahrzehntelang für den Dresdner Anzeiger, den er wesentlich mitprägte – den Lokalteil leitete er über 35 Jahre. Als Schriftsteller fand Irrgang Beachtung und wurde erwähnt in den Dichterübersichten und Literaturgeschichten von Franz Brümmer, Karl Ludwig Leimbach und Adolf Bartels. Eingehender schriftstellerisch charakterisiert wird er von Leimbach, der auch verschiedene seiner Werke vorstellt und den edlen und hohen Sinn lobt, allerdings kritisiert, dass das Schaffen mitunter zu weich, süß und unwahrscheinlich sei. 

## Werke
- Leonore, Schauspiel, 1886.
- Die Brüder, Schauspiel, 1886.
- Pelopidas, Tragödie, 1886.
- Der gefährliche Vetter, Lustspiel, 1886.
- In Freud und Leid, Novelle, 1887.
- Das verschleierte Bild, Schauspiel, 1887.
- Junge Träume, Gedichte, 1887.
- Die Poesie des Lebens, Gedichte, 1887.
- Die Wiege der Liebe, Schauspiel, 1887.
- Das Resi vom Sentis, Novelle, 1888.
- Intrepidus, Tragödie, 1888.
- Mädchenträume, Schauspiel, 1888.
- In Liebesgedanken, Lustspiel, 1888.
- Die kleine Diplomatin, Lustspiel, 1888.
- Illustrierter Führer – Dresden und Umgebung, Dresden, Baensch, 1903.
- Künstler unter sich, Fastnachtsfestspiel, 1907.
- Um Stadt und Krone. Vaterländisches Festspiel zur Jahrhundertfeier der Befreiungskriege, 1913.
- Krieg und Not. Ein geschichtliches Festspiel, 1925.